# Worth Carnahan
Worth Carnahan (31 janvier 1896 - 26 juin 1973) est un dessinateur et un éditeur de comics.

## Biographie
Worth Blanchard Carnahan naît le 31 janvier 1896 à Downers Grove dans l'Illinois. Son père est un affairiste qui à force de mener des projets à la limite de la légalité est arrêté en 1901 et condamné à la prison pour fraude. Après le lycée il commence à travailler comme designer en 1916. En 1918, il part combattre en France. Il retourne à la vie civile en 1919. Il part alors à Saint-Domingue pour dresser des cartes topographiques. En 1920, il préfère revenir aux États-Unis où il mène une carrière de dessinateur pour publicité principalement pour une agence dirigée par Adolphe Barreaux. Il se marie en 1924 et a une fille en 1926 puis une seconde en 1929. Le 2 février 1930, son épouse meurt en couche. Il se remarie en 1931. Grâce à Adolphe Barreaux qui travaille souvent pour Harry Donenfeld, il commence dès le milieu des années 1920 à illustrer des magazines érotiques (Hot Stories, Joy Stories, Follies et La Paree) publiés par ce-dernier. Il édite aussi un magazine de ce genre intitulé Artists and Models. et réitère en 1933 avec Wild Cherries. En 1937, il publie quatre pages consacrées à la philatélie, qui est une de ses passions depuis sa jeunesse, dans The Lone Ranger Magazine. En 1939, il travaille pour le  Studio Majestic, dirigé par Barreaux, qui produit des comics pour des éditeurs. Son nom apparaît aussi en tant qu'éditeur du comics Champion Comics. Son rôle exact est cependant discuté car il n'est peut-être qu'un prête-nom pour Donenfeld qui usait souvent de ce stratagème pour éviter les soucis avec les autorités. Toutefois, il est à noter que tant que son nom est marqué en tant qu'éditeur de ce comics, des pages consacrées à la philatélie y apparaissent ce qui tendrait à prouver qu'il a quand même eu un rôle dans l'édition de Champion Comics. Enfin, selon Joe Simon c'est Leo Greenwald qui aurait été propriétaire de ce comics avant qu'il le revende à Alfred Harvey qui en fera la base de sa maison d'édition nommée Harvey Comics. Leo Greewald travaillait pour la société de distribution PDC dirigée par Irving Manheimer qui soutenait aussi financièrement des aspirants éditeurs dont Alfred Harvey.  Worth Carnahan est aussi nommé comme éditeur de deux autres comics O.K. Comics qui connaît deux numéros et Cyclone Comics (6 numéros) qui est marqué comme étant publié par  Bilbara Publishing. Or Bilbara était la propriété de James Cotton un partenaire de Manheimer. En 1943, Carnahan cesse de travailler dans les comics. Après guerre, il déménage dans le Tennessee où il travaille comme dessinateur de timbres. Il meurt le 26 juin 1973 à Nashville.